# Campanula amasia
Campanula amasia là loài thực vật có hoa trong họ Hoa chuông. Loài này được Post mô tả khoa học đầu tiên năm 1888.